# Кобеко, Дмитрий Фомич
Дми́трий Фоми́ч Кобе́ко (4 (16) марта 1837, Санкт-Петербург — 8 марта 1918, Петроград) — русский историк и библиограф

, государственный деятель Российской империи, последний дореволюционный директор Публичной библиотеки в Петербурге (в 1902–1918). Действительный тайный советник (1902).

## Биография

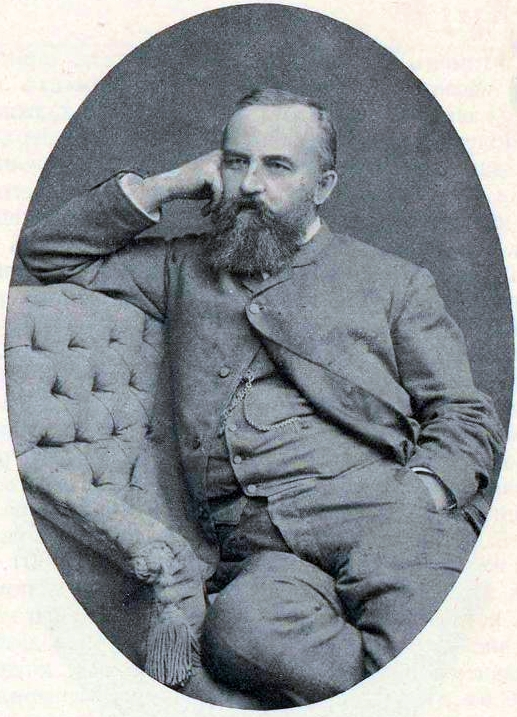
Д.Ф. Кобеко, 1906

Из дворян. В 1856 году с 1-й серебряной медалью окончил Александровский лицей. Служил по Министерству финансов, быстро продвигаясь по службе. В начале службы он был определён в общую канцелярию министра финансов, канцелярским чиновником. Затем занимал последовательно должности секретаря учёного совета и начальника отделения.
В 1865 году назначен управляющим Общей канцелярией министерства. В 1866 году получил чин действительного статского советника, в 1872 году — тайного советника. Но в 1879 году из-за скандального романа с владелицей модного магазина в Петербурге был переведён на менее важную должность. В 1892 году С. Ю. Витте, ставший министром финансов, вновь назначил Кобеко директором Общей канцелярии, но он пробыл в этой должности лишь несколько месяцев.
В 1901 году по рекомендации С. Ю. Витте Кобеко был назначен членом Государственного совета (в 1908 году исключён из числа присутствующих членов). С 1902 года — действительный тайный советник.
Ещё в 1899 году, после смерти директора Публичной библиотеки А. Ф. Бычкова, на эту должность была предложена кандидатура Кобеко, но император предпочёл назначить Н. К. Шильдера. В апреле 1902 года Шильдер умер, и вскоре директором библиотеки был назначен Д. Ф. Кобеко, занимавший эту должность почти до самой смерти (уволен 31 января 1918 года, будучи тяжело больным). При Кобеко в 1907 году были введены новые правила пользования библиотекой, в которых приоритет отдавался научным сотрудникам и ограничивался допуск учащихся и студентов.
В 1905 году Кобеко был председателем Особого совещания для составления нового устава о печати, в котором отстаивал либеральные взгляды. На основе трудов совещания им были составлены «Временные правила о повременных изданиях», утверждённые 24 ноября 1905 года.
Умер 8 марта 1918 года. Был похоронен на Новодевичьем кладбище в Петрограде; могила утрачена.

## Семья
- Отец: Фома Фомич (1793—1870), тайный советник[2].
- Мать: Евдокия Фёдоровна (урожд. Ильина) (1804—1893), дочь купца.
- Жена: Ольга Александровна (урожд. Шакеева) (1841—1889), участница Женской издательской артели, дочь педагога, действительного статского советника Александра Шакеева.
- Дети:
  - Ольга (1867 — не ранее 1917).
  - Дмитрий (1868—1914), тульский, затем смоленский губернатор, действительный статский советник.
  - Нина (1872 — не ранее 1926), сотрудница Публичной библиотеки.
- Племянник: Павел Павлович Кобеко советский физик, член-корреспондент АН СССР

## Научная деятельность
Государственную службу Д. Ф. Кобеко сочетал с научной деятельностью в области истории, генеалогии, библиографии. Первая его статья была напечатана в 1858 в журнале «Библиографические записки». В дальнейшем печатался в журналах «Русский архив», «Русская старина», «Журнал Министерства народного просвещения», в специальных изданиях по археологии и генеалогии.
Наиболее известный исторический труд Кобеко — биография цесаревича Павла Петровича до его вступления на престол. Эта работа была удостоена Уваровской премии, переведена на немецкий и французский языки.
Д. Ф. Кобеко был членом нескольких учёных обществ (Русского археологического, Генеалогического, Общества любителей древней письменности, Таврической учёной архивной комиссии и др.), в 1891 был избран членом-корреспондентом Академии наук.

## Основные труды
- Благородный пансион императорского Царскосельского Лицея. СПб., 1869.
- Цесаревич Павел Петрович (1754—1796). СПб., 1882. 384, V с., [3] л. портр. (2-е изд. 1883; 3-е изд. 1887)
- О разработке генеалогических данных в смысле пособия для русской археологии: По поводу книги П. Н. Петрова и рецензии А. П. Барсукова. СПб. 1887. 24 стр.
- К родословной рода Бестужевых-Рюминых. СПб.1889.
- Шереметьевы и князья Урусовы: Генеалогический этюд. СПб. 1900.
- Шереметьевы и Полёвы. СПб. 1900.
- Родословная Басмановых. РС. 1901.
- Михаил Арасланович Кайбулин, царевич Астраханский. СПб. 1901.
- Щелкаловы и Чепчуговы. РС, 1901 Вып. 3.
- К родословию Шереметьевых. СПб. Вып. I—VII. 1901—1905.
- Фёдор Фёдорович Нагой. ИРГО, СПб., 1903. Вып.2.
- Поправка родословия Шереметьевых. СПб. 1904.
- Сабуровы и князья Ноготковы. М. 1905.
- Родословные заметки о некоторых деятелей Смутного времени. СПб. 1908.
- Дьяки Щелкаловы. ИРГО, СПб., 1909 вып.3.
- Императорский Царскосельский лицей. Наставники и питомцы, 1811—1843. Архивная копия от 27 мая 2018 на Wayback Machine СПб., 1911. X, [2], 553 с.
- Первый директор Царскосельского Лицея. Пг., 1915.